# Patiriella dyscrita
Patiriella dyscrita är en sjöstjärneart som först beskrevs av Hubert Lyman Clark 1923.  Patiriella dyscrita ingår i släktet Patiriella och familjen Asterinidae. Inga underarter finns listade i Catalogue of Life.